# 佐伊·菲齐乌
佐伊·菲齐乌（希臘語：Ζωή Φίτσιου，1995年9月14日—），希腊女子赛艇运动员，2022年欧洲赛艇锦标赛女子轻量级单人双桨银牌得主、2023年欧洲赛艇锦标赛女子轻量级双人双桨银牌得主、2024年欧洲赛艇锦标赛女子轻量级双人双桨银牌得主、2024年夏季奥林匹克运动会女子轻量级双人双桨铜牌得主。